# Roland S. Johansson
Roland S. Johansson, född 13 juli 1950 i Slagnäs i Norrbottens län, är en svensk fysiolog och medicine doktor. 
Johansson läste realskolan i Sorsele och tog därefter studentexamen i Piteå, innan han började studera vid Umeå universitet. Han disputerade 1978 med en doktorsavhandling kring känselsinnet och nerver i handen, blev 1981 docent och 1988 professor i fysiologi vid Umeå universitet. Johansson är numera verksam som senior professor vid Institutionen för integrativ medicinsk biologi (IMB), Umeå universitet.
Hans forskning gäller så kallad sensomotorisk kontroll av handens rörelser, hur intryck från sinnena utnyttjas. Han har bland annat studerat hur synintryck används för styrning och inlärning av finmotorik.
Roland S. Johansson invaldes 2004 som ledamot av Kungliga Vetenskapsakademien.

## Utmärkelser (i urval)
- 1979 – Mångbergs pris
- 1983 – Eric K. Fernströms svenska pris
- 1996 – Göran Gustafsson-priset i medicin

## Publikationer (i urval)
- Johansson, Roland S.; Flanagan, J Randall (2003). ”Action plans used in action observation” (på engelska). Nature (Nature Publishing Group) 424 (6950):  sid. 769–771. ISSN 0028-0836. Läst 10 mars 2017.
- Johansson, Roland S (2008). ”Nervceller i samarbete”. i Fällman Hans, Born Bertil. Det friska och det sjuka nervsystemet. Umeå: Medicinska fakulteten, Umeå universitet. Libris 11311787. ISBN 978-91-7264-697-1
- Johansson, Roland S.; Flanagan, J Randall (2009). ”Coding and use of tactile signals from the fingertips in object manipulation tasks” (på engelska). Nature Reviews Neuroscience (Nature Publishing Group) 10:  sid. 345-359. doi:10.1038/nrn2621. Läst 10 mars 2017.

- Johansson, Roland S.; Pruszynski, J Andrew (2014). ”Edge-orientation processing in first-order tactile neurons” (på engelska). Nature neuroscience (Nature Publishing Group) 17:  sid. 1404–1409. doi:10.1038/nn.3804. ISSN 1097-6256. http://www.nature.com/neuro/journal/v17/n10/full/nn.3804.html. Läst 10 mars 2017.